# 홀덴

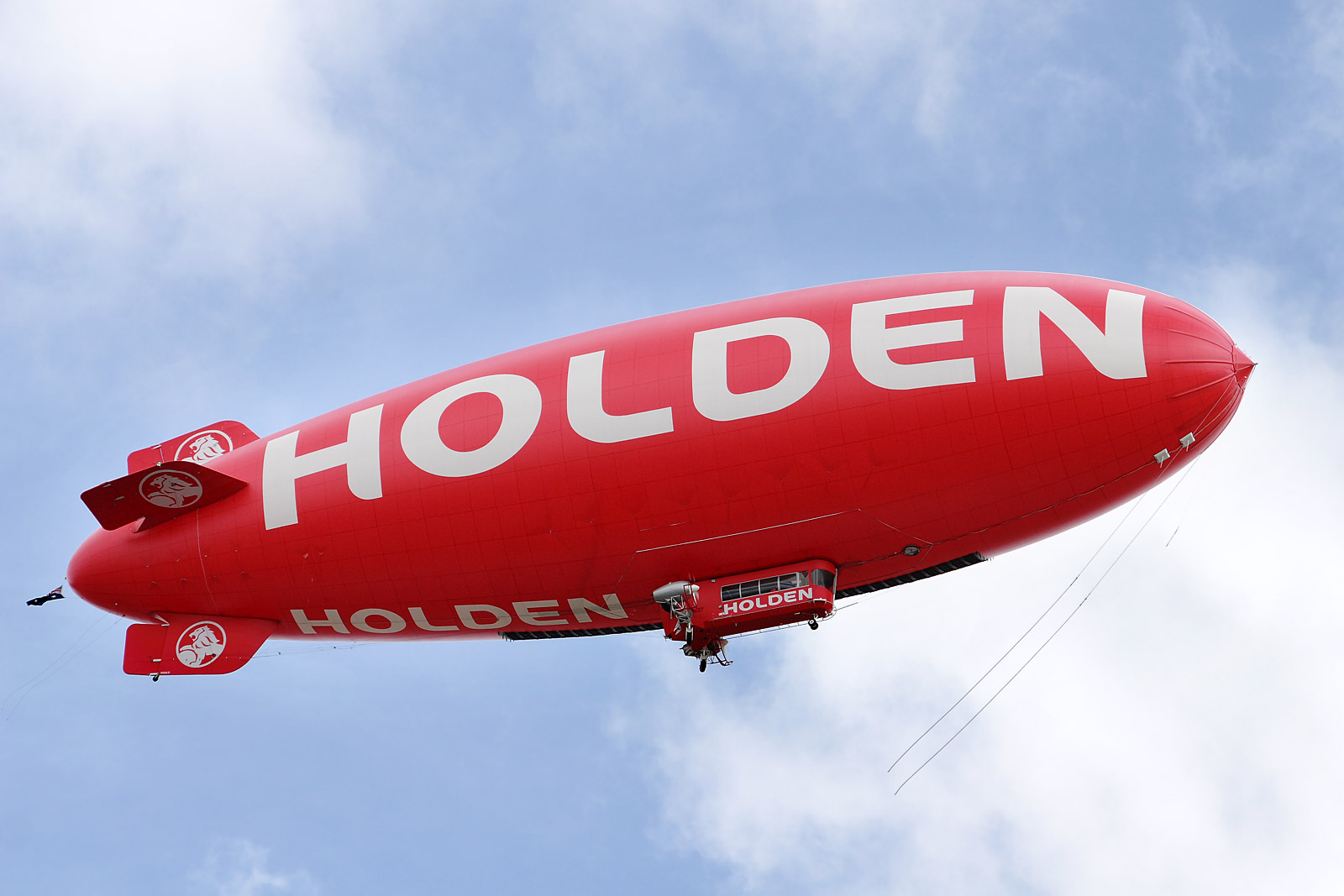

홀덴(GM Holden Ltd)은 오스트레일리아 빅토리아주 포트 멜버른에 위치한 자동차 회사이다.
1931년, 미국 제너럴 모터스(General Motors, GM)가 인수한 후 오스트레일리아의 자동차 시장의 주도권을 GM이 장악하게 됐다. 홀덴 사는 오스트레일리아 국내에 많은 양의 자동차를 공급하고 있고, 추가로 GM의 모델들을 수입하고 있다. 또한 닛산(Nissan)과 도요타(Toyota)의 설비를 공유하고 있다.
홀덴의 차체 공장은 사우스오스트레일리아 주 엘리자베스에 위치하고, 엔진 공장은 포트 멜버른에 있다. 역사적으로 생산, 조립 공장은 오스트레일리아 본토 전역에 위치해 있었다. 홀덴의 뉴질랜드 공장들은 1990년까지 Trentham 지역에서, 1984년까지 Petone 지역에서 운영되었다. 1988년에 자동차 생산 시설을 엘리자베스 공장으로 통합하는 계획이 마무리되었으나 1996년까지 조립 공장은 Dandenong에서 운영을 계속했다.
1950년대 이후 홀덴의 자동차 수출은 내리막을 걷고 있지만 오스트레일리아 자동차 시장이 살아나면서 해외 시장을 확대하고 있고 이윤 증대에도 힘쓰고 있다. 2006년 수출 금액은 총 13억 오스트레일리아 달러를 기록했다.
하지만 2010년 이후로 오스트레일리아 달러의 강세와 정부 보조금 삭감 등으로 인한 손실액이 누적되기 시작했고 이를 감당하지 못해 결국 2013년 12월 11일, 홀덴은 자사의 공장들을 2017년 말까지 전부 폐쇄하겠다고 발표하였다.
그리고 2017년 10월 20일, 사우스 오스트레일리아 주 엘리자베스에 위치한 홀덴의 마지막 공장이 문을 닫게 되면서 현재는 해외에서 생산된 차량만을 수입해 판매하고 있다.
GM은 2020년 12월 31일을 끝으로 구조조정을 통해 홀덴 브랜드를 없애기로 결정하였다.

## 대한 관계
홀덴은 대우자동차 시절부터 대한민국의 한국GM과 협력 관계를 구축하여 자동차 생산 시설 공유 등 오랫동안 긴밀한 관계를 맺고 있다. 특히 한국GM이 새한자동차 및 대우자동차 시절에 나왔던 대우 로얄 시리즈 중 로얄 살롱은 홀덴 코모도어를 기반으로 만들었으며, 새한자동차 시절부터 중형차용 직렬 4기통 1.8리터~2.0리터급 엔진을 많이 공급하였다. 현재는 GM대우 라세티 프리미어 (쉐보레 크루즈)에 장착되는 1.8리터 에코텍 엔진과 GM대우 윈스톰의 2.4리터 엔진, 수출용 GM대우 윈스톰 (쉐보레 캡티바)의 V6 3.2리터 가솔린 엔진을 공급하며 대형차 GM대우 스테이츠맨 (쉐보레 카프리스)과 GM대우 베리타스 (쉐보레 카프리스)는 홀덴의 사우스오스트레일리아주 엘리자베스 공장에서 대한민국형으로 만들어 OEM 방식으로 들여오기도 했다. 이는 곧 한국GM에서 자체적으로 대형 승용차 모델을 생산하여 출시하지 않는다는 이야기인데, 이유는 제너럴 모터스 미국 본사에서 한국GM에 중·소형 및 경형 승용차를 개발하는 역할만 부여했고 대형차는 홀덴에 역할을 분배했기 때문이다. GM대우로 편입된 이후에는 대한민국 한국GM의 공장에서 홀덴 브랜드를 달고 수출을 많이 한다. (쉐보레 아베오, 쉐보레 캡티바, 쉐보레 올란도, 쉐보레 크루즈, 쉐보레 스파크, 쉐보레 에피카, 쉐보레 말리부를 홀덴 브랜드로 수출한다)

## 같이 보기
- 허머
- 뷰익
- 캐딜락
- 쉐보레
- 폰티악
- 오펠
- GM대우
- 한국GM
- 오스트레일리아와 뉴질랜드에서는 쉐보레 대신 홀덴을 사용한다.